# Niechanowo
Niechanowo – wieś w Polsce położona w województwie wielkopolskim, w powiecie gnieźnieńskim, w gminie Niechanowo.
Miejscowość jest siedzibą gminy Niechanowo i przebiega przez nią Szlak Pałaców i Dworów Powiatu Gnieźnieńskiego. We wsi znajdują się m.in.: szkoła podstawowa, biblioteka i dom kultury.
W latach 1954–1972 wieś należała i była siedzibą władz gromady Niechanowo. W latach 1975–1998 miejscowość administracyjnie należała do województwa poznańskiego.
Od 1996 roku w miejscowości funkcjonuje Gminny Ludowy Klub Sportowy „Pelikan”.
Urodził się tu Adam Borys – podpułkownik, organizator i pierwszy dowódca batalionu „Parasol”, cichociemny, inżynier rolnik.

## Zabytki
- pałac w stylu klasycystycznym będący dawną siedzibą rodziny Żółtowskich z 1785
- drewniany kościół św. Jakuba z XVIII w. rozbudowany w XX w., należy do Parafii św. Jakuba Apostoła w Niechanowie